# Fondation Corboud
Die Fondation Corboud ist eine Stiftung mit Sitz in Vaduz (Liechtenstein). Sie ist Eigentümerin einer umfangreichen Kunstsammlung, die von dem Schweizer Unternehmer Gérard Corboud und seiner aus Köln stammenden Frau Marisol zusammengetragen wurde. Diese Sammlung mit Gemälden des ausgehenden 19. und beginnenden 20. Jahrhunderts ist seit 2001 als „ewige Leihgabe“ im Besitz des Kölner Wallraf-Richartz-Museums. Seither führt das Museum die Bezeichnung Wallraf-Richartz-Museum & Fondation Corboud.

## Geschichte der Fondation Corboud
Gérard und Marisol Corboud haben über mehrere Jahrzehnte eine bedeutende Kunstsammlung mit Bildern des ausgehenden 19. und beginnenden 20. Jahrhunderts zusammengetragen. Hierzu gehören Werke des französischen Impressionismus von Pierre-Auguste Renoir, Claude Monet, Gustave Caillebotte und Camille Pissarro, Bilder des Post-Impressionismus von Albert Lebourg, Gustave Loiseau, Henri Le Sidaner und Henri Martin sowie Arbeiten des Pointillismus  von Georges Seurat, Paul Signac und Henri Edmond Cross. Hinzu kommen Gemälde des Fauvismus von Kees van Dongen und Maurice de Vlaminck sowie Werke der belgischen Künstlergruppe Les XX, etwa von Georges Lemmen und Théo van Rysselberghe. Um die Sammlung dauerhaft zu erhalten, wurden die Werke in eine private Stiftung mit der Bezeichnung Fondation Corboud zusammengefasst, die ihren Sitz im liechtensteinischen Vaduz hat. Mit Vertrag vom 27. März 2001 vereinbarte die Fondation Corboud mit der Stadt Köln die Überlassung der Kunstsammlung der Stiftung an das Wallraf-Richartz Museum als „ewige Leihgabe“. Die Kunstwerke dürfen nicht verkauft, verschenkt oder getauscht werden und sind in das Museumskonzept zu integrieren. Im Gegenzug wurde der Museumsname um die Stiftung des Sammlerpaares ergänzt. Es heißt seither Wallraf-Richartz-Museum & Fondation Corboud. Diese Namenserweiterung wurde in der Presse teilweise kritisiert, da der Wert der Sammlung und die Bedeutung der überlassenen Kunstwerke umstritten sei.
Die Werke der Fondation Corboud können im Museum bisher nur in geringem Umfang gezeigt werden, da das Haus nicht über genügend Ausstellungsflächen verfügt. Ein seit Jahren geplanter Erweiterungsbau auf dem Grundstück des ehemaligen Kaufhauses Kutz soll hier eine bessere Präsentation ermöglichen. Die Verzögerung beim Neubau um mehrere Jahre führte zu erheblichen Spannungen zwischen dem Sammlerpaar Corboud und der Stadt Köln. In diesem Zusammenhang zogen die Sammler mehrere ihrer Leihgaben wieder aus dem Museum ab. Diese Kunstwerke gehörten jedoch nicht zur Fondation Corboud, sondern zur ebenfalls vom Sammlerpaar begründeten privaten Fondation Surpierre. Nach dem Tod von Gérard Corboud 2017 bekräftigte seine Witwe, dass die Werke der Fondation Corboud – wie vertraglich vereinbart – im Wallraf-Richartz-Museum & Fondation Corboud verbleiben.

## Liste der Werke der Fondation Corboud
| Inventar-Nr. | Künstler                         | Werktitel                                                               | Material                                             | Bild |
| ------------ | -------------------------------- | ----------------------------------------------------------------------- | ---------------------------------------------------- | ---- |
| FC 559       | Armand Guillaumin                | Rocher à la pointe de la Baumette                                       | Öl auf Leinwand                                      |      |
| FC 561       | Gustave Caillebotte              | La plaine de Gennevilliers, champs jaunes                               | Öl auf Leinwand                                      |      |
| FC 572       | Henri Lebasque                   | Un Après-midi dans le parc                                              | Öl auf Leinwand                                      |      |
| FC 573       | Henry Moret                      | La Nuit à Douelan                                                       | Öl auf Leinwand                                      |      |
| FC 574       | Maximilien Luce                  | Gisors, scène de rue                                                    | Öl auf Karton                                        |      |
| FC 577       | Paul Baum                        | Platz in St. Anna, Holland                                              | Öl auf Leinwand                                      |      |
| FC 582       | Paul Baum                        | Sommer in Flandern                                                      | Öl auf Leinwand                                      |      |
| FC 583       | Albert Lebourg                   | Vue de la Bouille                                                       | Öl auf Leinwand                                      |      |
| FC 584       | Maxime Maufra                    | L’arc-en ciel                                                           | Öl auf Leinwand                                      |      |
| FC 587       | Henri Le Sidaner                 | Le jardin blanc au crépuscule a Gerberoy                                | Öl auf Papier über Holz                              |      |
| FC 602       | Gustave Caillebotte              | Jardin à Trouville                                                      | Öl auf Leinwand                                      |      |
| FC 603       | Gustave Caillebotte              | Barques et cabane, bord de Seine                                        | Öl auf Leinwand                                      |      |
| FC 604       | Armand Guillaumin                | Paysage de Louveciennes                                                 | Öl auf Leinwand                                      |      |
| FC 606       | Armand Guillaumin                | Au bord du Canal                                                        | Öl auf Leinwand                                      |      |
| FC 607       | Georges Lacombe                  | Rochers au Vignage, forêt d’Eco oder Coup de soleil sur les hêtres      | Öl auf Leinwand                                      |      |
| FC 608       | Paul Baum                        | Schweizer Alpenlandschaft                                               | Öl auf Leinwand                                      |      |
| FC 609       | Albert Dubois-Pillet             | Paysage                                                                 | Öl auf Leinwand                                      |      |
| FC 610       | Louis Hayet                      | Paris, la Tour Eiffel                                                   | Öl auf Leinwand über Karton                          |      |
| FC 611       | Maxime Maufra                    | Voiliers en baie de Seine                                               | Öl auf Leinwand                                      |      |
| FC 612       | Gustave Loiseau                  | Pont Perronet à Mantes                                                  | Öl auf Leinwand                                      |      |
| FC 613       | Georges d’Espagnat               | Jardin à Verneuil                                                       | Öl auf Leinwand                                      |      |
| FC 614       | Berthe Morisot                   | Enfant dans les roses trémières                                         | Öl auf Leinwand                                      |      |
| FC 615       | Berthe Morisot                   | Bateaux sur la Seine                                                    | Öl auf Leinwand                                      |      |
| FC 616       | Fernand Puigaudeau               | Coucher du soleil au Croisic, paysage de Bretagne                       | Öl auf Leinwand                                      |      |
| FC 617       | Théo van Rysselberghe            | Le Lavandou, Var                                                        | Öl auf Leinwand                                      |      |
| FC 618       | Alfred Sisley                    | La Baie de Langland                                                     | Öl auf Leinwand                                      |      |
| FC 619       | Eugène Boudin                    | Le rivage de Trouville                                                  | Öl auf Leinwand                                      |      |
| FC 656       | Paul Signac                      | Concarneau, Le port                                                     | Öl auf Leinwand                                      |      |
| FC 657       | Eugène Boudin                    | Kerhor, Les pêcheuses                                                   | Öl auf Leinwand                                      |      |
| FC 658       | Paul Cézanne                     | Paysage à Aix-en-Provence                                               | Öl auf Leinwand                                      |      |
| FC 659       | Henri Edmond Cross               | Paysage provençal                                                       | Öl auf Leinwand                                      |      |
| FC 660       | Henri Edmond Cross               | La clairère                                                             | Öl auf Leinwand                                      |      |
| FC 661       | Kees van Dongen                  | La maison à Fleury                                                      | Öl auf Leinwand                                      |      |
| FC 662       | Raoul Dufy                       | Le Boulevard Saint-Martin                                               | Öl auf Leinwand                                      |      |
| FC 663       | Paul Gauguin                     | La rentrée du foin                                                      | Öl auf Leinwand                                      |      |
| FC 664       | Léo Gausson                      | Paysage aux environs de Lagny                                           | Öl auf Leinwand                                      |      |
| FC 665       | Vincent van Gogh                 | Boerenhuis, Nuenen                                                      | Öl auf Leinwand                                      |      |
| FC 666       | Johan Barthold Jongkind          | Aux environs de Nevers                                                  | Öl auf Leinwand                                      |      |
| FC 667       | Alexander Kanoldt                | Blick auf einen Park in Karlsruhe                                       | Öl auf Leinwand                                      |      |
| FC 668       | Antoine de La Rochefoucauld      | Paysage néo-impressioniste                                              | Öl auf Leinwand                                      |      |
| FC 669       | Henri Lebasque                   | Le village de Champigné, Maine-et-Loire                                 | Öl auf Leinwand                                      |      |
| FC 670       | Henri Lebasque                   | Deux brétonnes au bord de la mer                                        | Öl auf Leinwand                                      |      |
| FC 671       | Albert Marquet                   | Banlieue de Paris                                                       | Öl auf Karton                                        |      |
| FC 672       | Henri Martin                     | Paysage (Maison à la campagne)                                          | Öl auf Leinwand                                      |      |
| FC 673       | Claude Monet                     | Maisons à Falaise, brouillard                                           | Öl auf Leinwand                                      |      |
| FC 674       | George-Daniel de Monfreid        | Les vases chinois (Fleurs)                                              | Öl auf Leintuch                                      |      |
| FC 675       | Hippolyte Petitjean              | Scène champétre                                                         | Öl auf Holz                                          |      |
| FC 676       | Hippolyte Petitjean              | Les trois Grâces                                                        | Öl auf Karton                                        |      |
| FC 677       | Francis Picabia                  | Effet d’automne, soleil du matin                                        | Öl auf Leinwand                                      |      |
| FC 678       | Léon Pourtau                     | La chapelle de Sainte-Adresse                                           | Öl auf Leinwand                                      |      |
| FC 679       | Léon Pourtau                     | Vallée au printemps                                                     | Öl auf Leinwand                                      |      |
| FC 680       | Pierre-Auguste Renoir            | Jean Renoir cousant                                                     | Öl auf Leinwand                                      |      |
| FC 681       | Émile Schuffenecker              | Personnage dans la lande brétonne                                       | Öl auf Leinwand                                      |      |
| FC 682       | Paul Signac                      | Capo di Noli, près de Gênes                                             | Öl auf Leinwand                                      |      |
| FC 683       | Paul Signac                      | Saint-Tropez, calme                                                     | Öl auf Leinwand                                      |      |
| FC 684       | Paul Signac                      | Samois, Etude N° 8 (La Seine à Samois)                                  | Öl auf Leinwand über Karton                          |      |
| FC 690       | Gustave Courbet                  | Vue du Parc des Crêtes au-dessus de Clarens                             | Öl auf Leinwand                                      |      |
| FC 691       | Stanislas Lépine                 | L’Île de la Grande Jatte                                                | Öl auf Leinwand                                      |      |
| FC 692       | Maximilien Luce                  | Notre Dame de Paris, vue du Quai Saint-Michel                           | Öl auf Leinwand                                      |      |
| FC 693       | Camille Pissarro                 | Ferme à Bazincourt                                                      | Öl auf Leinwand                                      |      |
| FC 694       | Émile Schuffenecker              | Enfant rêvant devant la mer, au coucher de soleil                       | Öl auf Leinwand                                      |      |
| FC 695       | Émile Bernard                    | Vue de Pont-Aven                                                        | Öl auf Leinwand                                      |      |
| FC 696       | Pierre Bonnard                   | Paysage à travers une fenêtre                                           | Öl auf Leinwand                                      |      |
| FC 697       | Mary Cassatt                     | Sara in a Dark Bonnet with Right Hand on Arm of Chair                   | Öl auf Leinwand                                      |      |
| FC 698       | Gustave Courbet                  | Château de Chillon                                                      | Öl auf Leinwand                                      |      |
| FC 699       | Paul Gauguin                     | Paysage à Rouen                                                         | Öl auf Leinwand                                      |      |
| FC 700       | Ferdinand Hart Nibbrig           | Het Geuldal in Limburg                                                  | Öl auf Leinwand                                      |      |
| FC 701       | Jean Metzinger                   | Cour le ferme                                                           | Öl auf Leinwand                                      |      |
| FC 702       | Lucien Pissarro                  | Brittany Cottages, Riec                                                 | Öl auf Leinwand                                      |      |
| FC 703       | Théo van Rysselberghe            | Pins á Monaco                                                           | Öl auf Leinwand                                      |      |
| FC 704       | Henri Le Sidaner                 | La maison aux roses, Versailles                                         | Öl auf Leinwand                                      |      |
| FC 705       | Georges Seurat                   | Figure massive dans un paysage à Barbizon                               | Öl auf Holz                                          |      |
| FC 706       | Gustave Caillebotte              | Bords de Seine                                                          | Öl auf Leinwand                                      |      |
| FC 707       | Alfred Sisley                    | Environs de Louveciennes                                                | Öl auf Leinwand                                      |      |
| FC 708       | Henri Edmond Cross               | Coucher de soleil sur la mer                                            | Öl auf Leinwand                                      |      |
| FC 709       | Adolphe Joseph Thomas Monticelli | Paysage à Ganagobie                                                     | Öl auf Malkarton                                     |      |
| FC 710       | Berthe Morisot                   | Le porte de Nice                                                        | Öl auf Leinwand                                      |      |
| FC 711       | Willi Finch                      | Village près des côtes de la Mer du Nord                                | Öl auf Leinwand                                      |      |
| FC 712       | Camille Pissarro                 | Verger à Pontoise. soleil couchant                                      | Öl auf Leinwand                                      |      |
| FC 713       | Fernand Puigaudeau               | La Place Saint-Marc à Venise la nuit                                    | Öl auf Leinwand                                      |      |
| FC 714       | Théo van Rysselberghe            | Le Cap Griz-Nez                                                         | Öl auf Leinwand                                      |      |
| FC 715       | Georges Lemmen                   | La côte à Heyst                                                         | Öl auf Holz                                          |      |
| FC 716       | Georges Lemmen                   | La côte à Heyst, marée descendante                                      | Öl auf Holz                                          |      |
| FC 717       | Gabriele Münter                  | Villa in Sèvres                                                         | Öl auf Leinwand                                      |      |
| FC 718       | Edvard Munch                     | Asgårdstrand                                                            | Öl auf Holz                                          |      |
| FC 719       | Henri de Toulouse-Lautrec        | Barque de pêche                                                         | Öl auf Holz                                          |      |
| FC 727       | Gustave Caillebotte              | Le coteau de Colombes                                                   | Öl auf Leinwand                                      |      |
| FC 728       | Francis Picabia                  | Le port de Saint-Tropez, effet de soleil                                | Öl auf Leinwand                                      |      |
| FC 729       | Maurice de Vlaminck              | Le pont de Chatou                                                       | Öl auf Leinwand                                      |      |
| FC 730       | Charles Angrand                  | La maison dans les oliviers / Chaumière dans un verger                  | Öl auf Leinwand                                      |      |
| FC 732       | Albert Besnard                   | Une prairie dans le parc de Calais                                      | Öl auf Leinwand                                      |      |
| FC 733       | Pierre Bonnard                   | Le pâturage, bord de Seine                                              | Öl auf Leinwand                                      |      |
| FC 735       | Eugène Boudin                    | Trouville, scène de plage                                               | Öl auf Holz                                          |      |
| FC 736       | Eugène Boudin                    | Rouen - La côte Sainte-Cathérine, brume du matin                        | Öl auf Leinwand                                      |      |
| FC 737       | Lucie Cousturier                 | Bouquet de fleurs                                                       | Öl auf Leinwand                                      |      |
| FC 738       | Charles-François Daubigny        | Chemin de la ferme, Villerville                                         | Öl auf Holz                                          |      |
| FC 739       | Charles-François Daubigny        | Claire de lune au bord de la rivière oder Bords de l’Oise               | Öl auf Holz                                          |      |
| FC 740       | Henri Delavallée                 | Automne, village dans la vallée                                         | Öl auf Leinwand                                      |      |
| FC 741       | Maurice Denis                    | La treille à Saint-Germain                                              | Öl auf Karton über Holz                              |      |
| FC 742       | Maurice Denis                    | L’église rose                                                           | Öl auf Leinwand                                      |      |
| FC 743       | Albert Dubois-Pillet             | Quai de Lesseps – Rouen                                                 | Öl auf Leinwand                                      |      |
| FC 744       | Paul Gauguin                     | La Seine au Pont de Grenelle                                            | Öl auf Holz                                          |      |
| FC 745       | Léo Gausson                      | La rue des Étuves à Lagny-sur-Marne (Vue de Lagny-sur-Marne)            | Öl auf Holz                                          |      |
| FC 746       | Norbert Goeneutte                | Portrait de femme (Berthe Morisot)                                      | Öl auf Leinwand                                      |      |
| FC 747       | Norbert Goeneutte                | Élégante sur la plage                                                   | Öl auf Holz                                          |      |
| FC 748       | Armand Guillaumin                | Arbres et fleurs, paysage à Damiette                                    | Öl auf Leinwand                                      |      |
| FC 749       | Armand Guillaumin                | La mer à Saint-Palais                                                   | Öl auf Leinwand                                      |      |
| FC 750       | Armand Guillaumin                | L’Île Besse à Agay, le matin                                            | Öl auf Leinwand                                      |      |
| FC 751       | Armand Guillaumin                | Le Puy Bariou, Crozant                                                  | Öl auf Leinwand                                      |      |
| FC 752       | Louis Hayet                      | Au bord de la rivière                                                   | Öl auf Leinwand                                      |      |
| FC 753       | Blanche Hoschedé-Monet           | L’etang à Giverny oder Le Jardin                                        | Öl auf Leinwand                                      |      |
| FC 754       | Alexej von Jawlensky             | Straße in Oberbayern                                                    | Öl auf Karton                                        |      |
| FC 755       | Georges Lacombe                  | Deux arbres en fleurs dans un sous-bois au Vignage / Pommiers en fleurs | Öl auf Leinwand                                      |      |
| FC 756       | Georges Lacombe                  | Rochers au Vignage, forét d'Écouves                                     | Öl auf Leinwand                                      |      |
| FC 757       | Achille Laugé                    | La promenade au bord de la rivière                                      | Öl auf Leinwand                                      |      |
| FC 758       | Achille Laugé                    | Paysage aux arbres fleurissants                                         | Öl auf Leinwand                                      |      |
| FC 759       | Achille Laugé                    | La route aux genêts                                                     | Öl auf Leinwand                                      |      |
| FC 760       | Achille Laugé                    | Vase avec des roses                                                     | Öl auf Leinwand                                      |      |
| FC 761       | Achille Laugé                    | Roses                                                                   | Öl auf Leinwand                                      |      |
| FC 762       | Albert Lebourg                   | Hondouville-sur-Iton (Effet de brume)                                   | Öl auf Leinwand                                      |      |
| FC 763       | Albert Lebourg                   | L’etang                                                                 | Öl auf Holz                                          |      |
| FC 764       | Albert Lebourg                   | Environs de Clermont-Ferrand                                            | Öl auf Leinwand                                      |      |
| FC 765       | Georges Lemmen                   | Sur la digue (La plage à Ostende)                                       | Öl auf Leinwand                                      |      |
| FC 766       | Georges Lemmen                   | Les falaises de Douvres                                                 | Öl auf Leinwand                                      |      |
| FC 767       | Georges Lemmen                   | Vue de la côte, près verte                                              | Öl auf Leinwand                                      |      |
| FC 768       | Henri Le Sidaner                 | La fontaine aux Tuileries                                               | Bleistift und Öl auf Papier, aufgezogen auf Leinwand |      |
| FC 769       | Henri Le Sidaner                 | Petite place à la neige, Chartres                                       | Öl auf Leinwand                                      |      |
| FC 770       | Gustave Loiseau                  | Le bords du Sausseron à Nesles                                          | Öl auf Leinwand                                      |      |
| FC 771       | Gustave Loiseau                  | Paysage sous la neige, entrée de village en Bretagne                    | Öl auf Leinwand                                      |      |
| FC 772       | Gustave Loiseau                  | Le village au printemps, vallée de la Seine aux Damps                   | Öl auf Leinwand                                      |      |
| FC 773       | Maximilien Luce                  | Saint-Tropez                                                            | Öl auf Karton                                        |      |
| FC 774       | Maximilien Luce                  | La plaine des Grésillons, Poissy                                        | Öl auf Leinwand                                      |      |
| FC 775       | Maximilien Luce                  | L’Eure à Garennes                                                       | Öl auf Karton                                        |      |
| FC 776       | Maximilien Luce                  | Au bord de la rivière                                                   | Öl auf Karton                                        |      |
| FC 777       | Édouard Manet                    | Bateau de pêcheur au plage des Berck                                    | Öl auf Leinwand                                      |      |
| FC 778       | Albert Marquet                   | Les lavandières, Triel-sur-Seine                                        | Öl auf Holz                                          |      |
| FC 779       | Henri Martin                     | Paysan rentrant au village                                              | Öl auf Leinwand                                      |      |
| FC 780       | Henri Matisse                    | Corse, le vieux moulin                                                  | Öl auf Leinwand                                      |      |
| FC 781       | Maxime Maufra                    | Paysage, effet de neige                                                 | Öl auf Leinwand                                      |      |
| FC 782       | Maxime Maufra                    | La chapelle de Sainte-Avoye (Morbihan)                                  | Öl auf Leinwand                                      |      |
| FC 783       | Maxime Maufra                    | Kerhostin                                                               | Öl auf Leinwand                                      |      |
| FC 784       | Claude Monet                     | La Seine à Asnières                                                     | Öl auf Leinwand                                      |      |
| FC 786       | Henry Moret                      | La cabane des douaniers, Finistère                                      | Öl auf Leinwand                                      |      |
| FC 787       | Henry Moret                      | Lande de Saint-Guinolé près de Pont-Aven                                | Öl auf Leinwand                                      |      |
| FC 788       | Henry Moret                      | Côte de Belon, Finistère                                                | Öl auf Leinwand                                      |      |
| FC 789       | Fernand Puigaudeau               | Les pommiers en fleurs                                                  | Öl auf Leinwand                                      |      |
| FC 790       | Pierre-Auguste Renoir            | Paysage au bord de la Seine à Rueil                                     | Öl auf Holz                                          |      |
| FC 791       | Pierre-Auguste Renoir            | Villeneuve-les-Avignon                                                  | Öl auf Leinwand                                      |      |
| FC 792       | Christian Rohlfs                 | Landschaft                                                              | Öl auf Leinwand                                      |      |
| FC 793       | Théo van Rysselberghe            | Saint-Tropez                                                            | Öl auf Holz                                          |      |
| FC 794       | Théo van Rysselberghe            | Jeune femme de profil                                                   | Öl auf Leinwand                                      |      |
| FC 795       | Émile Schuffenecker              | Le ramasseuses de varech                                                | Öl auf Leinwand                                      |      |
| FC 796       | Émile Schuffenecker              | Notre-Dame de Paris                                                     | Öl auf Leinwand                                      |      |
| FC 797       | Paul Sérusier                    | Nature morte aux poires                                                 | Öl auf Leinwand                                      |      |
| FC 798       | Paul Signac                      | La Seine à Courbevoie                                                   | Öl auf Leinwand                                      |      |
| FC 799       | Nikolaj Alexandrovitsch Tarchov  | Boulevard Sainte Denis                                                  | Öl auf Leinwand                                      |      |
| FC 800       | Nikolaj Alexandrovitsch Tarchov  | Le matin au printemps (Le peintre dans son jardin)                      | Öl auf Leinwand                                      |      |
| FC 801       | Maurice Utrillo                  | Le cirque oder La fête de Vaugirard                                     | Öl auf Leinwand                                      |      |
| FC 803       | Louis Valtat                     | Le passeur                                                              | Öl auf Leinwand                                      |      |
| FC 804       | Alessandro Zezzos                | Porträt einer jungen Frau                                               | Gouache und Pastell auf Karton                       |      |
| FC 805       | Pierre Bonnard                   | Le Cannet                                                               | Aquarell und Pastell auf Papier                      |      |
| FC 806       | Louis Hayet                      | Jeune femme dessinant à son chevalet                                    | Öl auf Papier                                        |      |
| FC 807       | Fernand Legout-Gérard            | Les tricoteuses                                                         | Öl auf Papier                                        |      |
| FC 814       | Stanislas Lépine                 | Le canal Saint-Denis vu de la darse de Metz, effet de lune              | Öl auf Leinwand                                      |      |
| FC 844       | Max Beckmann                     | Blick auf Lankwitz und Marienfelde                                      | Öl auf Leinwand                                      |      |
| FC 854       | Henri Edmond Cross               | Femme dans l’arbre / Nu dans un arbre                                   | Öl auf Leinwand                                      |      |
| FC 856       | Odilon Redon                     | Papillons                                                               | Öl auf Leinwand                                      |      |
| FC 863       | Émile Bernard                    | Liebespaar                                                              | Öl auf Leinwand                                      |      |
| FC 2001/1    | Paul Signac                      | Notre-Dame                                                              | Aquarell auf Papier                                  |      |
| FC 2001/2    | Paul Cézanne                     | Route tournante                                                         | Aquarell und Bleistift auf Papier                    |      |
| FC 2001/3    | Henri Edmond Cross               | Le Lesteur                                                              | Aquarell auf Papier                                  |      |
| FC 2001/4    | Henri Edmond Cross               | La villa sur le mer                                                     | Aquarell auf Papier                                  |      |
| FC 2001/5    | Henri Edmond Cross               | La Dogana                                                               | Aquarell auf Papier                                  |      |
| FC 2001/6    | Henri Edmond Cross               | La Dogana, Venise                                                       | Aquarell auf Papier                                  |      |
| FC 2001/7    | Albert Marquet                   | Hesnes, près de la rivière                                              | Aquarell auf Papier                                  |      |
| FC 2001/8    | Hippolyte Petitjean              | Baigneuse (Nu dans un paysage)                                          | Aquarell auf Papier                                  |      |